# رالف یریکیان
رالف سزاری ییریکیان (ارمنی: Ռալֆ Սեզարի Յիրիկյան؛ زادهٔ ۱۶ نوامبر ۱۹۶۷) کارآفرین ارمنی‌تبار اهل لبنان و مدیرکل وی‌وآسل-ام‌تی‌اس ((به انگلیسی: VivaCell-MTS (MTS Armenia CJSC)))، استارتاپی می‌باشد که در سال ۲۰۰۵ میلادی به عنوان اپراتور پیشرو مخابرات ارمنستان و یکی از مالیات‌دهندگان برتر این کشور تبدیل شد.

## زندگی‌نامه
در ۱۶ نوامبر ۱۹۶۷ در بیروت به دنیا آمد. از دانشگاه آمریکایی بیروت فارغ‌التحصیل شد. وی همچنین برندهٔ جوایزی همچون نشان افتخار جمهوری ارمنستان، مدال طلای وزارت فرهنگ جمهوری ارمنستان، مدال گارگین نژده و مدال موسس خورناتسی شده است. یریکیان متأهل و یک دختر و یک پسر دارد.

## نگارخانه

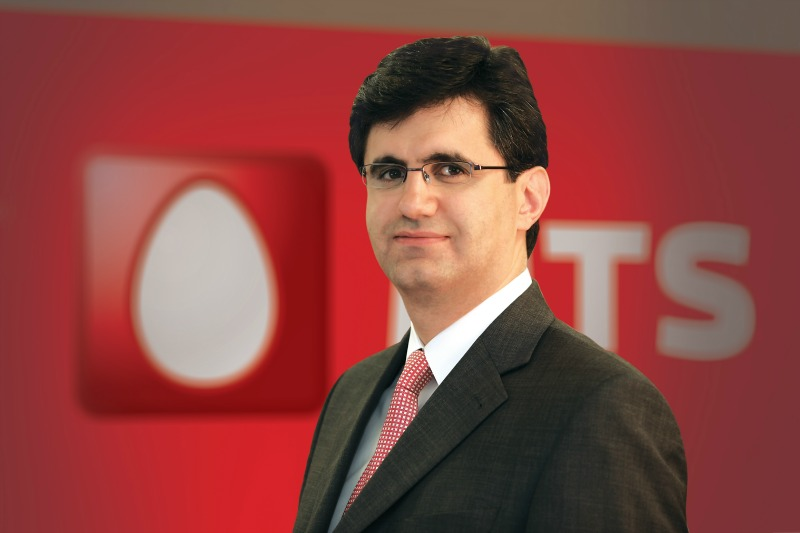
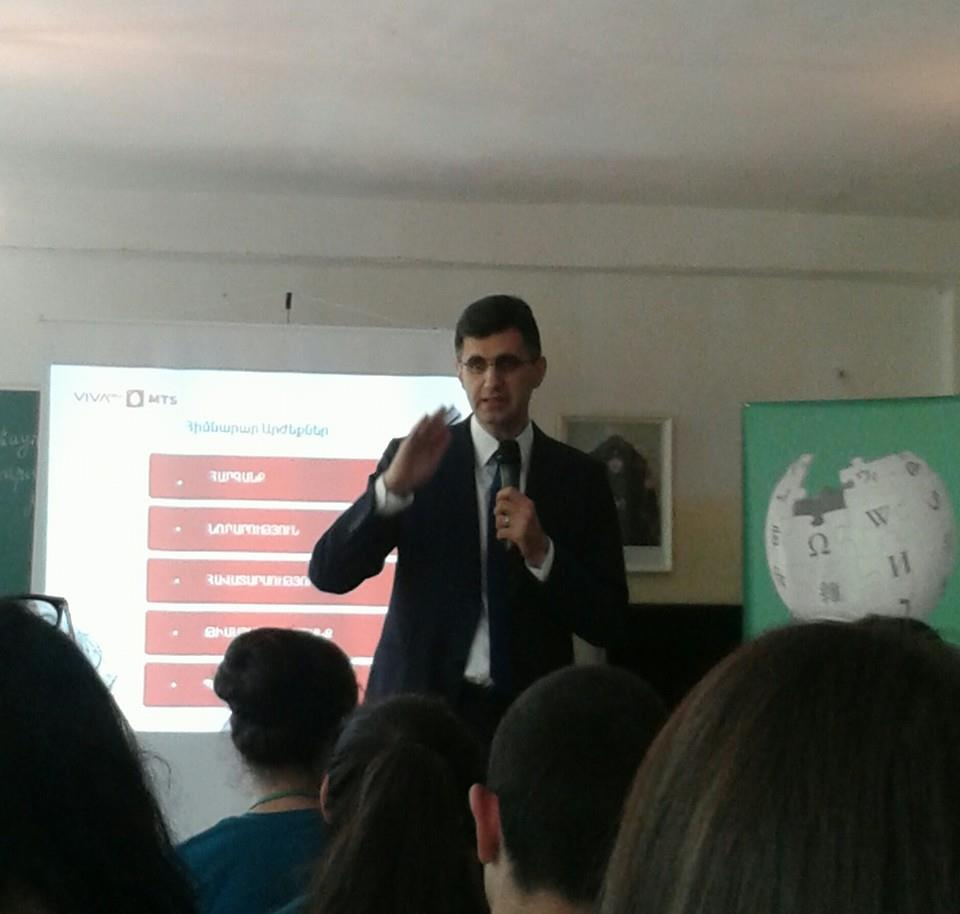
رالف یریکیان در ویکی‌سفر